# Fußball in Trinidad und Tobago
Der Fußball ist nach Cricket die populärste Sportart in Trinidad und Tobago. Die Fußballnationalmannschaft nimmt in der Karibik eine Spitzenposition ein und hat seit Ende der 1990er Jahre auch Anschluss an das Niveau der besten im Kontinentalverband CONCACAF organisierten mittelamerikanischen Landesverbände gefunden. Höhepunkt der nationalen Fußballgeschichte war die Qualifikation für die Fußball-Weltmeisterschaft 2006 in Deutschland. Seit 1996/1999 wird in der TT Pro League, d. h. der höchsten Liga, professionell gespielt.

## Verband
Der Fußball des Inselstaates ist in der Trinidad and Tobago Football Association (kurz TTFA; zwischen 1992 und 2013 Trinidad and Tobago Football Federation, kurz TTFF) organisiert. Der Verband wurde 1908 gegründet und trat 1962 dem Kontinentalverband CONCACAF und ein Jahr später dem Weltverband FIFA bei. Sein Sitz ist in der Hauptstadt Port of Spain, Präsident ist David John-Williams. Jack Austin Warner ist Präsident der CONCACAF und Fifa-Vizepräsident, der wiederholt in den Verdacht der Korruption geriet.

## Vereinsfußball
Seit 1996 spielten halbprofessionelle Teams in der TT Pro League, 1999 wurde das Vollprofitum eingeführt. In der Amateurzeit dominierte die Mannschaft der Streitkräfte (Defence Force FC) mit 18 Titeln zwischen 1974 und 1999. Rekordmeister ist (Stand 2017) der in Point Lisas beheimatete Verein W Connection mit fünf Titeln.
Die Mannschaft von Defence Force konnte 1985 als einziges Team aus Trinidad und Tobago den CONCACAF Champions Cup gewinnen und erreichte 1987 sowie 1988 jeweils den zweiten Platz. Lediglich der Police FC belegte 1991 ebenfalls den zweiten Platz dieses kontinentalen Wettbewerbs für Vereinsmannschaften. Den seit 1997 ausgetragenen karibischen Wettbewerb CFU Club Championship konnten siebenmal Mannschaften aus Trinidad und Tobago gewinnen (United Petrotrin 1997, Joe Public 1998 und 2000, San Juan Jabloteh 2003, W Connection 2006 und 2009, Caledonia AIA 2012) und sechsmal Platz zwei belegen. Fünfmal kam es zu einem Endspiel zweier Mannschaften aus der TT Pro League (1998, 2000, 2001, 2003, 2006 und 2012). Lediglich Vereine aus Jamaika können hier konkurrieren.
Seit 1927 wird der Pokalwettbewerb Trinidad and Tobago Cup ausgetragen.

## Nationalmannschaft
Das beste Ergebnis der Fußballnationalmannschaft bei der Kontinentalmeisterschaft für Mittel- und Nordamerika, dem CONCACAF Gold Cup, war das Erreichen des Halbfinals beim Turnier im Jahr 2000. Beim Vorgängerturnier CONCACAF Championship kam die Mannschaft 1973 auf den zweiten, 1989 auf den dritten und 1967 auf den vierten Platz.
Bei der Fußball-Karibikmeisterschaft, zugleich Qualifikationsturnier für den CONCACAF Gold Cup, kam Trinidad und Tobago bei allen Turnieren auf einen der ersten drei Plätze: Die Turniere 1989, 1992, 1994, 1995, 1996, 1997, 1999 und 2001 konnte die Mannschaft gewinnen, 1991, 1998 und 2007 wurde sie Zweiter, 1993 und 2005 Dritter, beim abgebrochenen Turnier 1990 stand die Mannschaft im Finale.
Höhepunkt der nationalen Fußballgeschichte war die Qualifikation für die Fußball-Weltmeisterschaft 2006 in Deutschland unter dem niederländischen Nationaltrainer Leo Beenhakker. In Gruppe B erreichte die Auswahl im ersten Spiel ein 0:0 gegen Schweden, verlor aber gegen England und Paraguay jeweils 0:2.
Beenhakkers Nachfolge trat sein Landsmann Wim Rijsbergen an.

### Tobago
Die Insel Tobago trat bisher sechs Mal mit einer eigenen Auswahlmannschaft zu internationalen Freundschaftsspielen an. Die Auswahlmannschaft wird nur für einzelne Spiele zusammengestellt und ist kein Mitglied in internationalen Organisationen.
| Datum             | Heim   | Auswärts            | Ergebnis | Quelle |
| ----------------- | ------ | ------------------- | -------- | ------ |
| 8. Dezember 2001  | Tobago | Trinidad            | 0:5      | [ 2 ]  |
| 1. Februar 2003   | Tobago | Finnland            | 0:2      | [ 2 ]  |
| 11. März 2003     | Tobago | Montserrat          | 6:0      | [ 2 ]  |
| 4. September 2014 | Tobago | Guadeloupe          | 0:3      | [ 3 ]  |
| 14. Februar 2012  | Tobago | Guyana              | 2:1      | [ 4 ]  |
| 27. Mai 2009      | Tobago | Trinidad und Tobago | 0:10     | [ 5 ]  |

## Spieler
Die bekanntesten Fußballer des Landes, wie Dwight Yorke, Stern John und Shaka Hislop, spielen in der englischen Premier League und sind zum Teil auch in Großbritannien geboren und aufgewachsen. Ein großer Teil der Nationalspieler spielt in der zweiten oder dritten englischen, der ersten oder zweiten schottischen Liga und in der US-amerikanischen Major League Soccer. Der WM-Teilnehmer Evans Wise spielte in der Saison 1999/2000 mit dem SSV Ulm 1846 in der Fußball-Bundesliga und ist damit der bisher einzige Spieler aus Trinidad und Tobago in der höchsten deutschen Spielklasse.
Während mehrere Vereine der TT Pro League ausschließlich Spieler aus Trinidad und Tobago in ihren Reihen haben, spielen bei anderen Clubs eine beträchtliche Anzahl ausländischer Fußballer. Diese kommen überwiegend aus Anrainerstaaten der Karibik (besonders aus Kolumbien, Jamaika und Guyana), aus Brasilien (so spielten bei W Connection 2006 acht brasilianische Profis) und vereinzelt aus Nigeria.

## Jugendfußball
Trinidad und Tobago war 2001 Veranstalter der U-17-Weltmeisterschaft, scheiterte jedoch in der Vorrunde. 2007 konnte sich die U-17-Auswahl für die Junioren-Weltmeisterschaft in Südkorea qualifizieren und traf dort unter anderem auf die deutsche Mannschaft (0:5).

## Frauenfußball
Die Frauen-Nationalmannschaft erreichte beim CONCACAF Women’s Gold Cup 1991 den dritten Platz und 1993, 1994 und 2014 das Halbfinale. Für Weltmeisterschaften oder Olympische Spiele konnte sich das Team bisher nicht qualifizieren. Für einen nationalen Skandal sorgte 2014 das Vorgehen der Trinidad and Tobago Football Federation, die das Damenteam für den CONCACAF Women’s Gold Cup 2014 in den USA für die Bestreitung der Unkosten der Teilnahme lediglich mit Barmitteln in Höhe von 500 US-Dollar ausstattete, so dass der damalige Trainer Randy Waldrum im Rahmen einer viralen Kampagne Mittel für Verpflegung und Transport der Spielerinnen auftreiben musste.